# Гастон Колльє
Гастон Колльє (фр. Gaston Cailleux, 6 грудня 1870 — 28 січня 1946) — французький яхтсмен.
Бронзовий призер Олімпійських Ігор 1900 року в першому запливі в класі 0,5—1,0 тонна.